# Нелюбін Сергій Борисович
Сергій Борисович Нелюбін (24 березня 1954) — радянський хокеїст, нападник.

## Спортивна кар'єра
Вихованець команди «Кедр» з міста Новоуральськ Свердловської області. Виступав за клуби «Кедр» (Свердловськ-44), «Торпедо» (Усть-Каменогорськ), «Сокіл» (Київ), «Автомобіліст» (Свердловськ) і «Луч» (Свердловськ). У складах «Сокола» і «Автомобіліста» провів у вищій лізі 76 матчів (21+12).

## Статистика
Статистика виступів у вищій і першій лігах чемпіонату СРСР:
| Сезон                | Клуб                 | Ліга                 | І   | Г  | П  | О   | ШХ  |
| -------------------- | -------------------- | -------------------- | --- | -- | -- | --- | --- |
| 1974-75              | «Торпедо»            | Д-2                  | 42  | 4  | 5  | 9   | 16  |
| 1975-76              | «Торпедо»            | Д-2                  | 49  | 7  | 16 | 23  | 0   |
| 1976-77              | «Торпедо»            | Д-2                  | 50  | 12 | 11 | 23  | 34  |
| 1977-78              | «Сокіл»              | Д-2                  | 48  | 25 | 8  | 33  | 8   |
| 1978-79              | «Сокіл»              | Д-1                  | 33  | 7  | 5  | 12  | 6   |
| 1979-80              | «Автомобіліст»       | Д-1                  | 43  | 14 | 7  | 21  | 12  |
| 1980-81              | «Автомобіліст»       | Д-2                  | 60  | 21 | 21 | 42  | 43  |
| 1981-82              | «Автомобіліст»       | Д-2                  | 54  | 19 | 13 | 32  | 66  |
| 1988-89              | «Луч» (Свердловськ)  | Д-2                  | 24  | 4  | 2  | 6   | 8   |
| Всього у вищій лізі  | Всього у вищій лізі  | Всього у вищій лізі  | 76  | 21 | 12 | 33  | 18  |
| Всього в першій лізі | Всього в першій лізі | Всього в першій лізі | 327 | 92 | 76 | 168 | 175 |